# بینکوفکا، استان لهستان کوچک
بینکوفکا (لهستانی: Bieńkówka؛ ‏[bjɛɲˈkufka]) روستایی در شهرستان سوخا واقع در استان لهستان کوچک در جنوب این کشور است. این روستا در ۱۴ کیلومتری شرق سوچا بسکیتسکا و ۳۴ کیلومتری جنوب کراکوف قرار دارد و ۲٬۳۰۰ نفر جمعیت دارد.